# Fornegyptisk religion

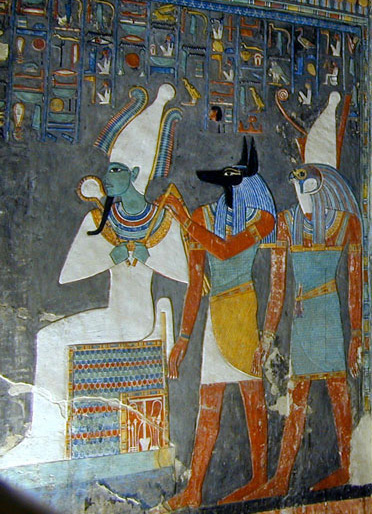
Gudarna Osiris, Anubis och Horus på en gravmålning från ca 1300 f.Kr.

Fornegyptisk religion betecknar det heterogena trossystem som dominerade samhället i det forntida Egypten. Trossystemet var präglat av komplex polyteism och skiftade i form under de cirka 3000 år som det utgjorde den etablerade religionen i det egyptiska samhället. Religionen kretsade i motsats till t.ex. de abrahamitiska religionerna inte runt någon enhetlig samling skrifter och institutioner utan bestod av diverse seder och traditioner som syftade till att binda människorna och naturen till det gudomliga.
I likhet med många andra polyteistiska trossystem i den antika världen förekommer åtskilliga gudomar som flera olika gestalter med varierande gudomliga förmågor och symbolik, och vissa gudomar kunde med tiden i princip fasas ut för att ersättas av nya. En viktig ikonografisk skillnad mellan antik grekisk religion och fornegyptisk tro är att de fornegyptiska gudarna brukade skildras med människokropp och djurhuvud.

## Teologi

### Det polyteistiska systemet

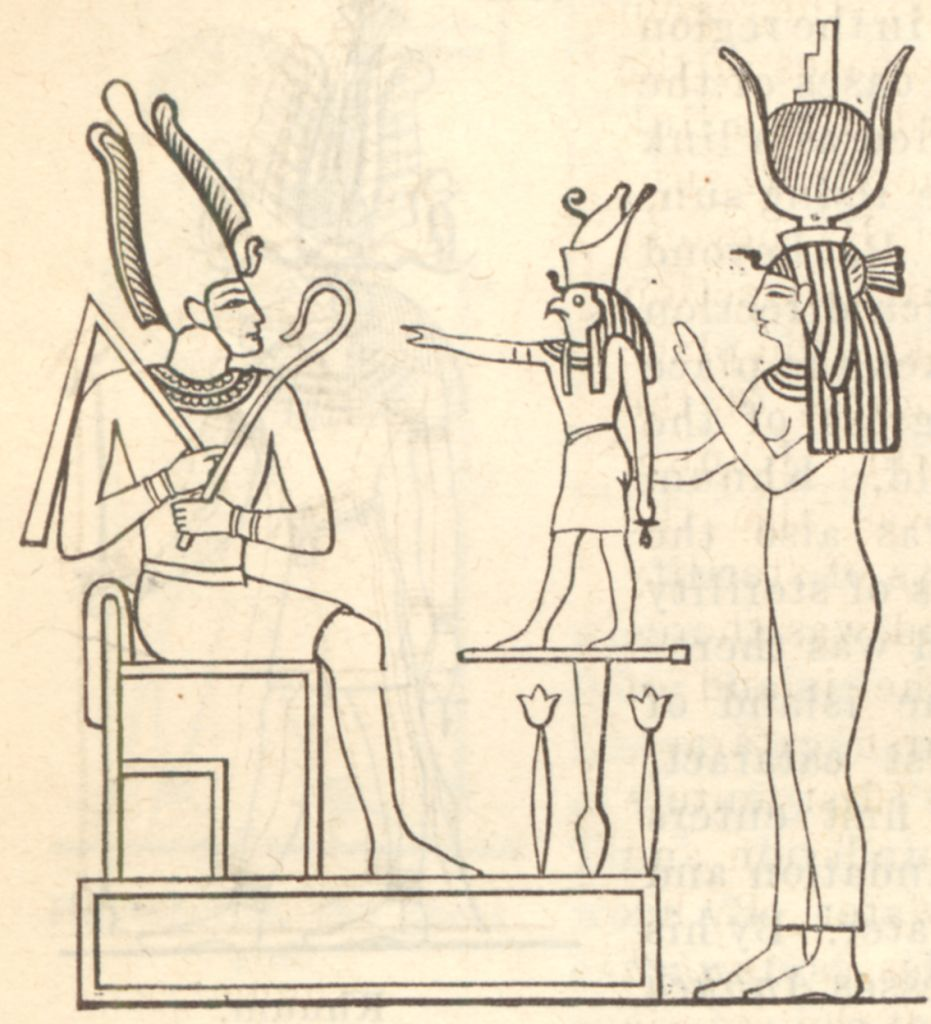
Osiris och Isis med deras son Horus, huvudkaraktärer i Osirismyten.

För de forntida egyptierna utgjorde naturen i sig gudomliga krafter, inklusive väderfenomen och djurlivet. Många gudar kom i olika skepnader och kunde därför vara förknippade med olika mytologiska roller samtidigt, medan många naturkrafter såsom exempelvis solen var så centrala för samhällslivet att de förknippades med många olika gudar samtidigt. Trossystemet innefattade alltifrån de viktigaste gudarna med centrala roller i universum till mindre viktiga gudomar och demoner med begränsade religiösa funktioner. Som så många andra polyteistiska religioner var den fornegyptiska öppen för att även ta in gudomar från andra religioner i det egna trossystemet, och i flera fall upphöjdes även avlidna faraoner till gudomlig status i efterlivet. I sällsynta fall kunde till och med ofrälse upphöjas till gudomlig status efter döden.

### Symbolism och indelning av gudar
Gudar grupperades ofta på något sätt för att illustrera deras innebörd, exempelvis fanns gudar som avbildades parvis för att illustrera något slags motsatsförhållande och det fanns andra gudar som grupperades tre och tre (far, mor och barn). Ytterligare andra gudar menade man kunde gå samman för att bilda en ny sammansatt gudomlighet. Sådana identitetsbyten hos gudomar var ej permanenta och därför kunde en enskild gudom ibland ingå i flera olika synkretiska varianter med andra gudar. Tidvis erhöll enskilda gudar en överordnad roll över alla andra såsom himmelsguden Horus, modersgudinnan Isis och solguden Ra. Under Nya riket erhöll gudomen Amun roll som högsta gudomlighet vilket finns väl dokumenterat. Det råder oklarhet kring huruvida ökad förekomst av sådana överordnade gudar innebar att det fornegyptiska samhället långsamt rörde sig mot någon form av monoteism. Ett kortvarigt undantag var under farao Akhenatons styre då den officiellt godkända dyrkan av många olika gudar helt avskaffades till fördel för dyrkan av solskivan Aton.

### Kosmologi
För de forntida egyptierna handlade universum om ma'at, ett begrepp vars innebörd inkluderar flera saker såsom sanning, rättvisa och ordning. För både människor och kosmos ansågs detta vara den eviga ordningen sedan världens skapelse och för att förhindra att ordningen rubbades krävdes insatser från hela samhället. Viktigast med ma'at var dock att det speglade en slags cyklisk förståelse av tiden där vissa symboliska händelser återupprepade sig, till exempel Nilens årliga översvämningar, tronföljden från en farao till en annan och solguden Ras dagliga resa över himlavalvet.

## Tron i samhället

### Kulter

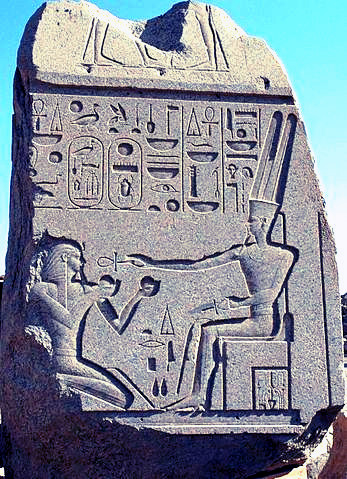
Amun välsignar en farao i utbyte mot en gåva.

Det religiösa livet i forntidens Egypten byggde föga på heliga skrifter eller något centralt styrande prästerskap. Istället fanns olika kulter som ägnade sig åt att dyrka vissa specifika gudar, kulter som sällan var verksamma i hela riket utan baserade lokalt och regionalt. Därför kom flera gudar att förknippas med ett visst område i Egypten där just deras kulter dominerade, men över århundradenas lopp kunde kopplingen mellan gudom och geografisk region att förändras allt eftersom kulternas konkurrerande inflytande förändrades. Till exempel tillbads krigarguden Montu ursprungligen som staden Thebes egen skyddsgud och kom sedan att åtnjuta en central plats i den fornegyptiska gudaskaran under den 11:e dynastin för att under den 18:e dynastin istället förlora i status. Populariteten och vikten av enskilda gudar i det religiösa systemet förändrades med tidens lopp på samma sätt som kulternas inflytande varierade.

### Faraonerna som gudomliga
I vilken utsträckning folket i forntida Egypten betraktade sina härskare som gudomliga är oklart men troligtvis förelåg en tvetydig förståelse av faraonerna där de dels sågs som dödliga människor, dels som gudomliga kungar vilka erhållit sin makt direkt från gudarna. Därmed fungerade faraonerna som en länk mellan gudarna och folket. Faraon hade i uppgift att upprätthålla ordning och harmoni i samhället (ma'at) och tillfredsställa gudarna genom att leda diverse ritualer och offer. Av denna anledning var faraonerna under lång tid inte bara högsta politiska utan också högsta religiösa ledare och kontrollerade all statlig religiös aktivitet. Faraonerna identifierades personligen med Horus, kunglighetens egna gudom, och sågs som son till solguden Ra som styrde naturen som faraonerna styrde samhället. Vid en faraos död ansågs han direkt upptas av Ra och förknippades därefter även med döds- och återfödelseguden Osiris. Många dödstempel var i realiteten tillägnade dyrkandet av enskilda faraoner.

## Historia
Polyteismen avbröts under en kort tid av farao Akhenatons införande av den allenarådande solguden Aton. En omfattande beskrivning av den egyptiska religionen återfinns bland texterna i Jumilhac-papyrusen.